# ÖBB 1110 sorozat

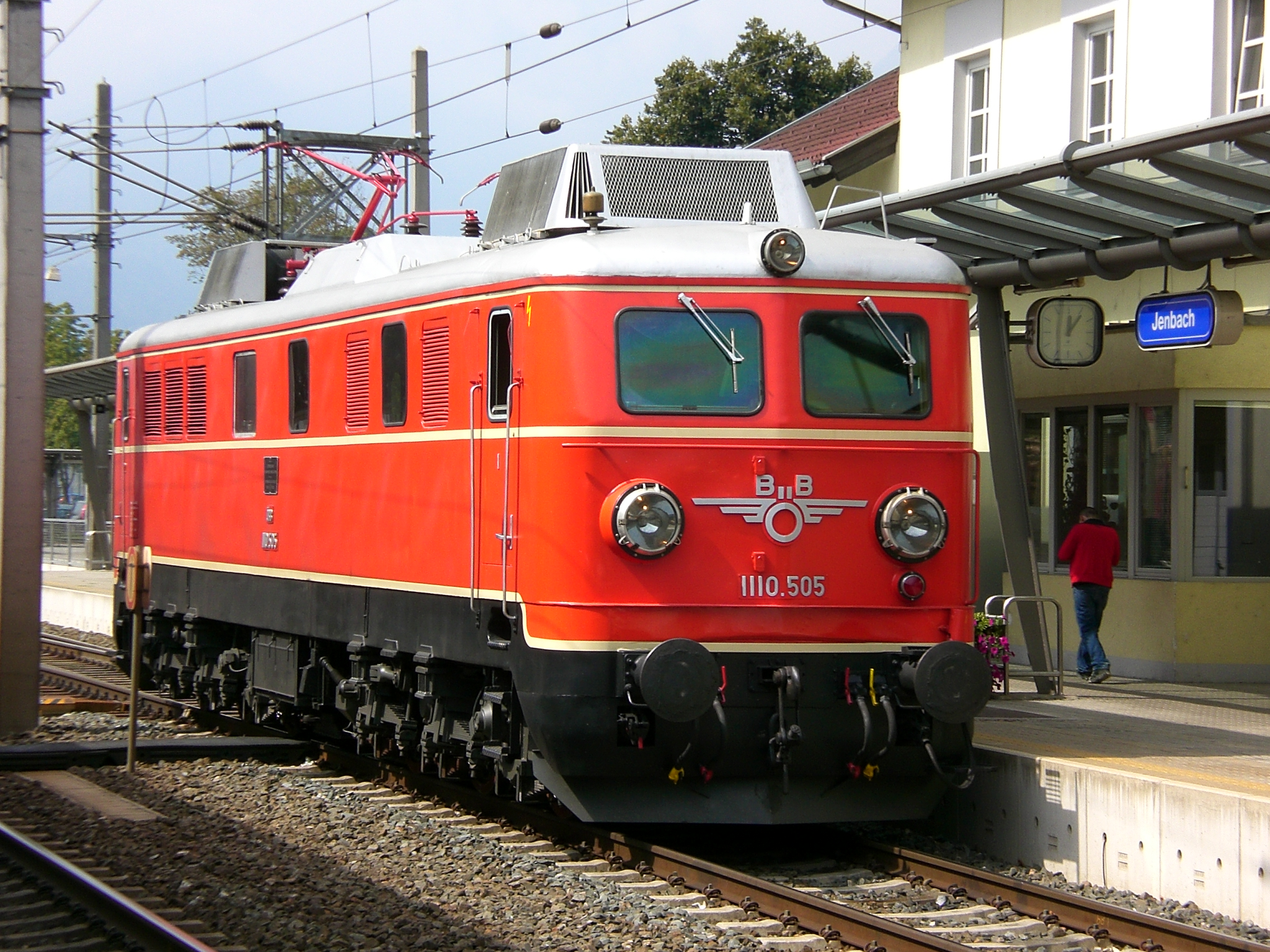
1110.505

Az ÖBB 1110 egy osztrák 15 kV, 16,7 Hz áramrendszerű, Co'Co' tengelyelrendezésű villamosmozdony-sorozat volt.
Az ÖBB 1010 átépítésével jött létre a sorozat. Az 1110-esek lassabbak, de erősebbek voltak az 1010-es sorozattól. A mozdonyok évtizedekig az ÖBB egyik legfontosabb támaszai voltak az villamos vontatásban. Összesen 30 db készült belőle 1956 és 1961 között. 2003-ban selejtezték a sorozatot.

## Története
Az Osztrák Szövetségi Vasutak a háború utáni időszakban tervezte új villamos mozdonyok beszerzését, miután a legfontosabb fővonalak ismét 120 km/h sebességgel járhatóvá és villamosítottá váltak. Az ÖBB 130 km/h sebességre engedélyezett, legalább 3000 kW teljesítményű mozdonyokat kívánt. A fővonalakat az ötvenes években régebbi sorozatokkal (1570, 1670, 1670.100 és 1018) szolgálták ki. Mivel ezek a sorozatok időközben műszakilag elavulttá váltak, további példányok rendelése nem volt többé lehetséges, és az ÖBB új mozdonyok kifejlesztése és beszerzése mellett döntött. Az 1110-es sorozat tervezése az 1040-es és az 1041 sorozatú mozdonyokon és a Svájci Szövetségi Vasutak (SBB) SBB Ae 6/6-os sorozatán alapult. Mivel az ÖBB az új mozdonyokat nemcsak a Westbahn, hanem az Ennstal, a Südbahn, az Arlbergbahn és a Semmering vonalain is használni kívánta, a tengelyterhelés nem haladhatta meg a 18 tonnát; a mozdonyok ezért a Co'Co' tengelyelrendezést kapták. A 120 tonna körüli SBB Ae 6/6-os mozdonyt a korlátozott tengelyterhelés miatt nem lehetett átvenni, ezért egy saját mozdonyt kellett kifejleszteni, amelynek maximális össztömege 108 tonna volt. Persze ez nem érte el az Ae 6/6 teljesítményét. Az ÖBB 1010-es és 1110-es sorozatai a megváltozott áttételeket leszámítva megegyeznek, bár néhány részletben a két sorozatban voltak eltérések.
1956-ban került sor az első példányok leszállítására. 1956 és 1961 között az ÖBB 30 mozdonyt kapott, amelyeket kezdetben a Semmering vasút és az Arlbergbahn gyorsvonati szolgálatában használtak. Az 1044 sorozat beszerzésével az 1110 sorozat mozdonyai kiszorultak a gyorsvonati forgalomból, mivel a maximális sebességük csak 110 km/h volt, és a tehervonati forgalomban használták őket, de a regionális vonatok előtt még mindig megtalálhatóak voltak. Minden mozdonyra Sifa, Indusi biztosítóberendezés és vonatrádió volt felszerelve.
1974-ben és 1975-ben tíz 1110-es kapott egyenáramú ellenállásféket. Az átalakított mozdonyokat ezentúl 1110.500-as sorozatnak nevezték el, megtartva a régi sorozatszámot. Ezek a mozdonyok a vezetőfülkék felett fékellenállásokat és egykaros áramszedőket hordoztak. Néhányuk új orr-részt és új festést kapott Valousek dizájnban.
A mozdonyokat széles körben alkalmazták, mivel üzembe helyezésükkor az ÖBB leggyorsabb villamos mozdonyai közé tartoztak. Gyorsvonatokat vontattak a Westbahnon Bécsből Salzburgon keresztül a svájci határig, Buchsig, valamint a Südbahnon és Semmeringbahnon keresztül az olasz és jugoszláv határállomásokra. Mivel a gyorsvonati szolgálatot fokozatosan átvették az 1044 sorozatú mozdonyok, a mozdonyok nyugdíjazásukig teher- és regionális vonatokat vontattak. A RoLa forgalomban is használták őket.
2000-ben az ÖBB még mindig 18 mozdonnyal rendelkezett az 1110-es sorozatból, valamint 10 mozdonnyal az 1110.5 sorozatból. A mozdonyok legutóbb Linzben és Villachban állomásoztak. 2003-ban az ÖBB modernizációs programjának részeként az összes megmaradt mozdonyt kivonták a forgalomból. Az utolsó képviselők 2003. december 1-jén (1110.023) és 2003. szeptember 1-jén (1110.526) vonultak nyugdíjba.